# جزيرة كوه سميت

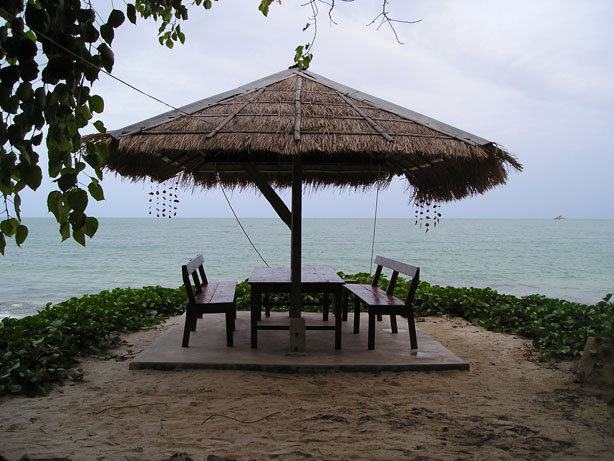
كوه سميت

 جزيرة كوه سميت أو كوه سميت (بالتايلاندية:เกาะเสม็ด) و(بالإنكليزية:Ko Samet) هي واحدة من جزر الساحل الشرقي في خليج تايلاند قبالة سواحل محافظة رايونغ والجزيرة تتبع إداريا محافظة رايونغ وتبعد ما يقارب 220 كم جنوب شرق بانكوك.

## معرض صور

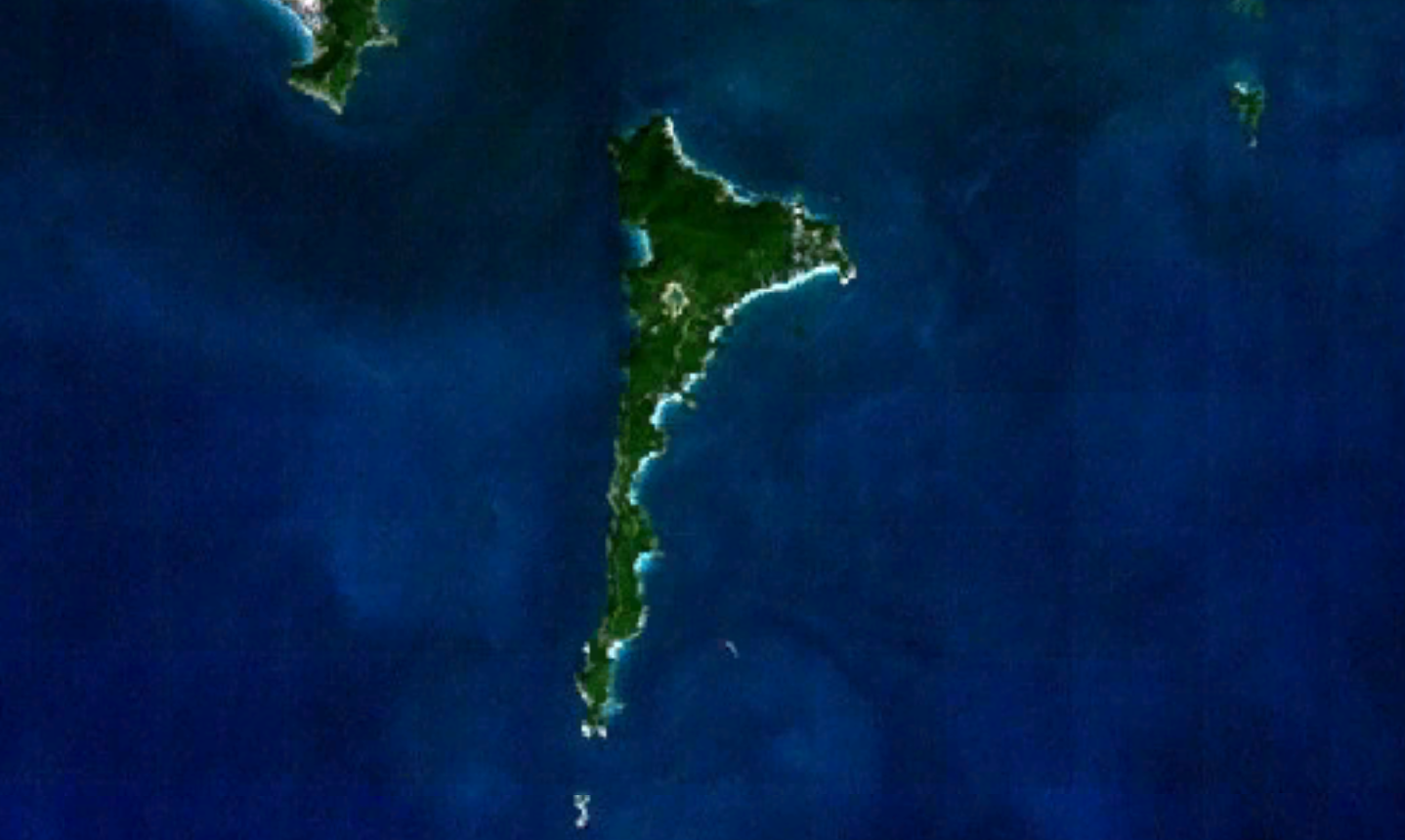
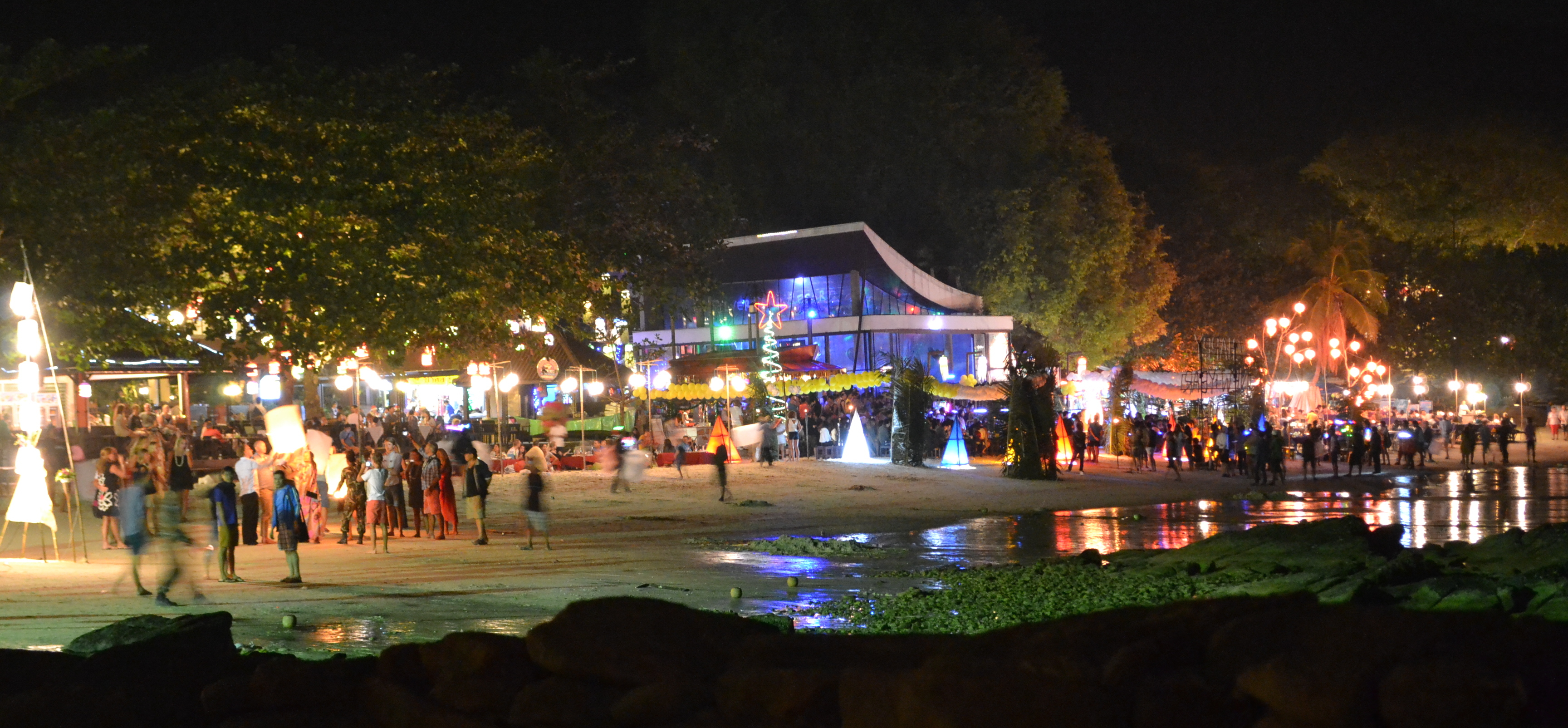
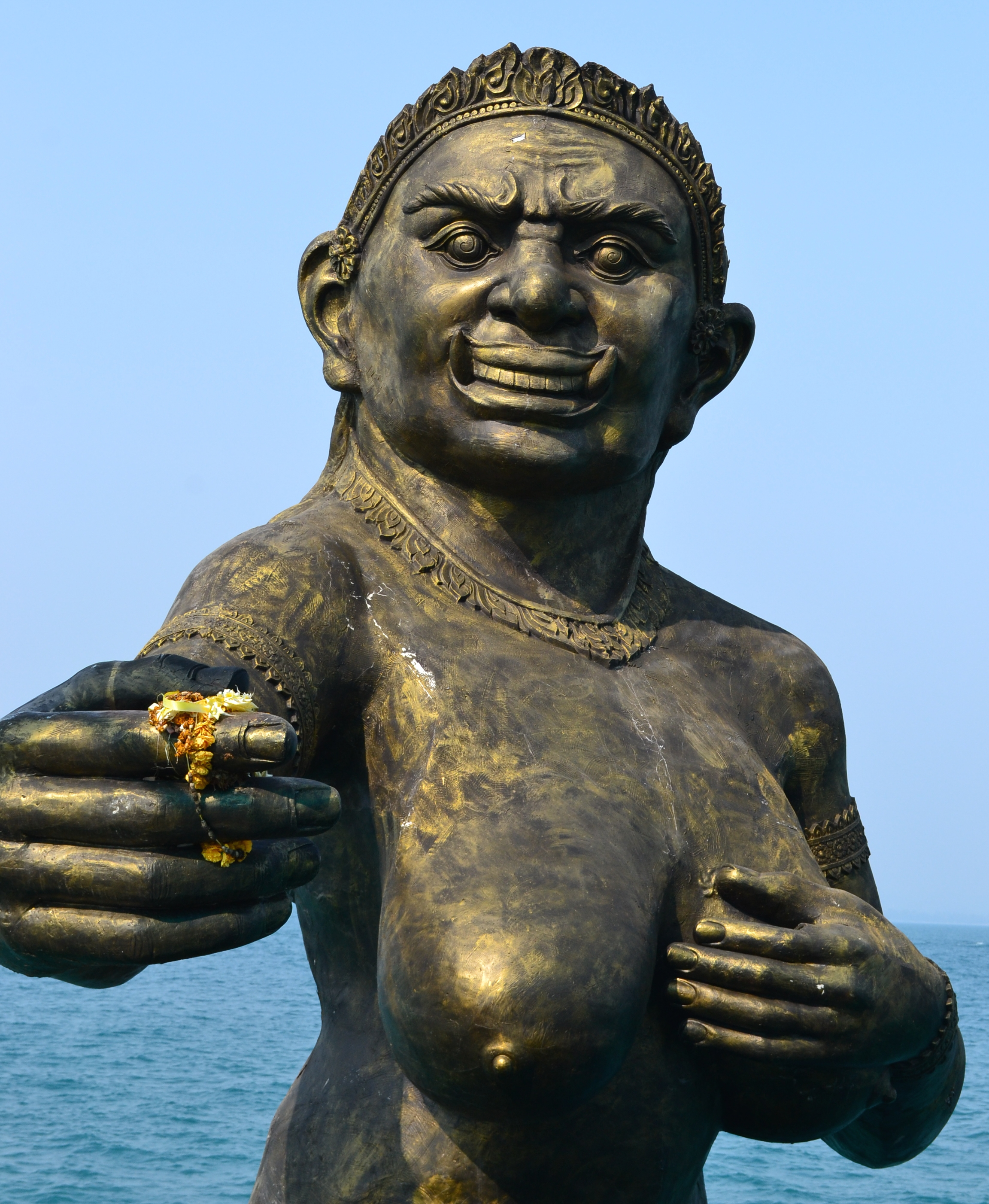